# Chlamisus zaitzevi
Chlamisus zaitzevi es una especie de  coleóptero de la familia Chrysomelidae.
Fue descrita científicamente en 1989 por Medvedev.